# Bâloise Holding
Die Baloise Holding AG (früher: Bâloise Holding AG) ist ein Schweizer Versicherungskonzern mit Sitz in Basel. Der Konzern beschäftigte zum Jahresende 2021 rund 8'000 Mitarbeiter und ist der drittgrösste Schweizer Allbranchen-Versicherungsdienstleister für Private und Unternehmen.

## Geschichte

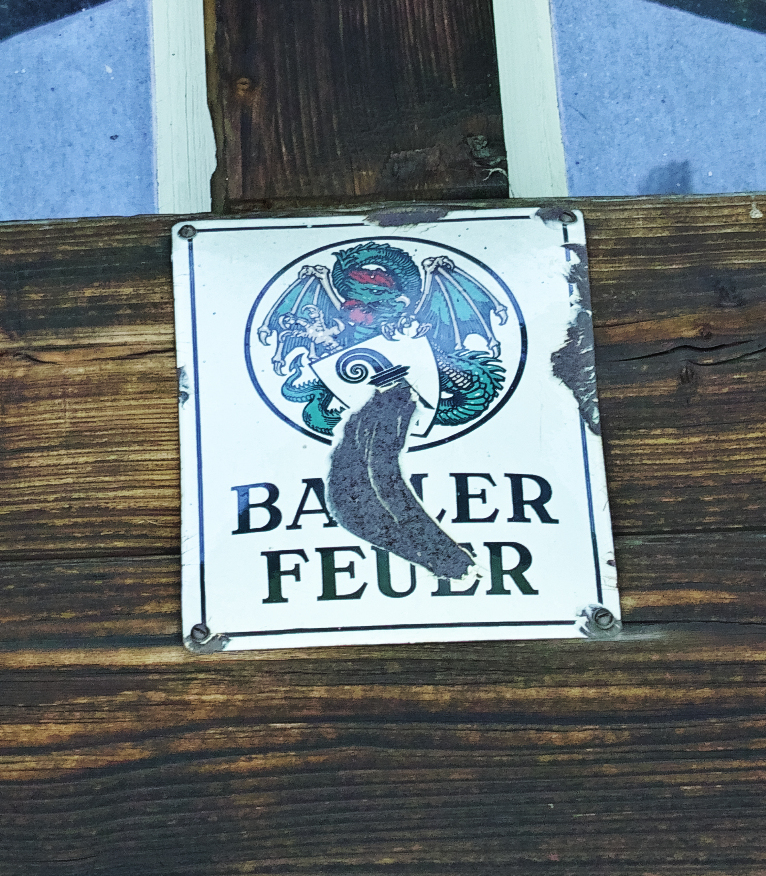
Altes Schild der Basler Feuer an einem Haus in Bister VS

Die Gründung der Basler Versicherungsgesellschaft gegen Feuerschaden erfolgte 1863 nach dem Brand von Glarus, unter anderem durch den späteren Generalstabschef Rudolf Paravicini. Im Jahre 1864 wurde das Angebot von Feuerversicherungen mit Lebens- und Transportversicherungen ergänzt. In den folgenden Jahren kommen weitere Versicherungssparten hinzu.
1962 erfolgte die Gründung der Bâloise Holding. Der Konzern trat bis im Oktober 2022 als Baloise Group auf. Im Zuge eines konzernübergreifenden Rebrandingprojekts verschwand die Marke Baloise Group und wich der Einheitsmarke «Baloise».
Zwischen 2015 und 2019 baute die Basler Versicherung drei neue Verwaltungsgebäude auf dem Baloise Park, darunter das 89 Meter hohe Baloise Hochhaus.

## Konzernstruktur
Zu der Baloise Group gehören unter anderem die Basler Versicherungen Schweiz, die Fondsgesellschaft Baloise Fund Invest (Lux), diverse Immobilien sowie die Baloise Bank mit Hauptsitz in Solothurn.
Auf dem deutschen Markt ist die Baloise mit ihrer Tochtergesellschaft Basler Versicherungen vertreten. Ebenso bestehen Tochtergesellschaften Belgien (Baloise Insurance) und Luxemburg (Bâloise Assurances). Im Zuge der Überarbeitung der Markenstrategie tritt das Unternehmen seit Oktober 2022 in ihren Kernmärkten einheitlich als «Baloise» auf.
Im Oktober 2013 wurde das Serbien- und Kroatiengeschäft für 75 Millionen Euro an die Uniqa Insurance Group verkauft, die damit das bestehende Geschäft in diesen Ländern stärkt. Das Österreich-Geschäft wurde 2014 an die Helvetia Versicherungen verkauft.
Die Namenaktien der Bâloise Holding AG sind an der SIX Swiss Exchange kotiert; bis September 2009 waren sie Bestandteil des Swiss Market Index (SMI).
Seit 1. Januar 2016 ist Gert De Winter CEO des Konzerns, die Konzernleitung besteht aus fünf Personen. Neben dem CEO sind dies Carsten Stolz (Leiter Konzernbereich Finanz), Matthias Henny (Leiter Konzernbereich Asset Management), Alexander Bockelmann (Leiter Konzernbereich IT) und Michael Müller (Leiter Konzernbereich Schweiz). Im April 2011 wurde Andreas Burckhardt zum Präsidenten des Verwaltungsrats gewählt, er löst damit den langjährigen Präsidenten Rolf Schäuble ab, dem der Verwaltungsrat den Titel des Ehrenpräsidenten verlieh. Nach erfolgter Wahl durch die Generalversammlung vom 30. April 2021 ist Thomas von Planta per 1. Mai 2021 Präsident des Verwaltungsrats der Bâloise Holding AG. Das Unternehmen expandiert seit einigen Jahren in digitale Angebote: Die digital-Tochter Friday ist beispielsweise in Deutschland und Frankreich aktiv. Zudem wird konsequent in die Ökosysteme Mobilität und Heim investiert – mit Partnerschaften und Unternehmenskäufen: Dazu gehören z. B. das dänische Carsharing-Unternehmen GoMore, der belgische Mobilitätsversicherer Mobly, die Zürcher Auto-Leasing-Plattform Gowago oder das Fahrzeugflotten bewirtschaftende Unternehmen Ben Fleet Services. Ausserdem investiert Baloise seit 2022 zusammen mit Startup Family Office aus Baden-Württemberg in das Münchner Mobility-Startup Mobiko. Das Geld soll unter anderem in die Produktentwicklung fließen.

## Weiteres
Seit 1999 verleiht das Unternehmen den Baloise Kunst-Preis. Im August 2018 startete das Projekt Hagelflieger.

## Sponsoring
Die Bâloise sponsert das Profi-Radsportteam Sport Vlaanderen-Baloise.